# Аава, Урмо

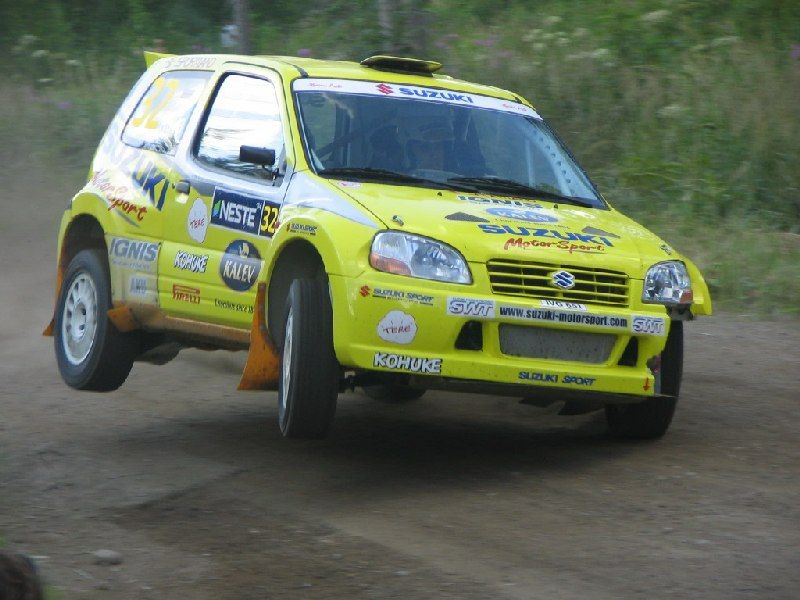
Урмо за рулём Suzuki Ignis на Ралли Финляндии.
2004 год

Урмо Аава (эст. Urmo Aava; родился 2 февраля 1979 года в Таллине, СССР) — эстонский автогонщик-раллист. Двукратный серебряный призёр юниорского чемпионата мира по ралли (2006-07). Кавалер ордена Белой звезды 5 степени (2021).

## Спортивная карьера
Урмо начал свою раллийную карьеру в конце 1990-х годов, участвуя в региональных чемпионатах. Молодой пилот демонстрировал хорошую скорость и постепенно стал показывать всё более высокие результаты: в 2001-м году Аава смог выиграть своё первое ралли, победив на одном из этапов национального чемпионата в классе N3. В этот период эстонец сменил нескольких штурманов: сначала он работал с Эрбертом Калаусом, затем долгое время пользовался услугами Пеетера Поома, которого позже сменяли Тоомас Китсинг и Пееп Калласте. Различалась и техника: свои первые крупные ралли Урмо проводил на Lada Samara, позже пробуя себя на Ford Escort, Subaru Impreza и Ford Focus.
Постепенно Аава всё более уверенно действовал на раллийных трассах, найдя финансирование сначала на участие в этапах чемпионата Европы, а позже и на старты в юниорском чемпионате мира. В 2002-м году Урмо дебютировал в старшей категории WRC: вместе с Китсингом он пилотировал Ford Focus трёхлетней давности, подготовленный под регламент класса A8, но попал в аварию, и не закончил соревнование.
В 2003-2007 годах Аава совмещал выступления в юниорском чемпионате мира с периодическим участием в других сериях. Постепенно эстонец стал одним из быстрейших раллистов JWRC, регулярно финишировал на подиумных позициях, а в 2006-07 годах дважды становился вице-чемпионом этой серии, каждый раз присовокупив к этому достижению по одному выигранному ралли. В этот период он управлял модификацией машины Suzuki Swift, а его штурманом выступал Кулдар Сикк, с которым Урмо на постоянной основе сотрудничал с 2003 года. Выступления во взрослом чемпионате мира в этот период заканчивались финишами во втором-третьем десятке. Ситуацию удалось изменить в 2007 году, когда пилотируя Mitsubishi Lancer категории A8 он хорошо выступил на этапах WRC в Финляндии и Новой Зеландии, дважды зарабатывая очки. На волне этого успеха ему удалось изыскать дополнительное финансирование на аренду полузаводского Citroën C4 на следующий сезон. Получив более качественную технику, эстонец участвовал в десяти ралли сезона-2008, четырежды добираясь до очковой зоны. На греческом этапе Урмо даже выиграл пару спецучастков, и финишировал на лучшем в своей карьере, четвёртом месте в абсолютном зачёте этапа WRC.
Но яркий всплеск не нашёл продолжения: в 2009-м году Аава провёл в чемпионате мира только три этапа, после чего из-за недостатка финансирования фактически завершил гоночную карьеру. В дальнейшем имя Урмо ещё несколько раз возникало в лентах новостей, но уже как члена организационного комитета по подготовке того или иного ралли в Эстонии.

## Статистика результатов в моторных видах спорта

### Сводная таблица
| ERC  | 2001-02, 2006 | Suzuki Swift                                                                         | 3  | 0  | 1 | 3   |
| IRC  | 2006          | Suzuki Swift                                                                         | 1  | 0  | 0 | 3   |
| JWRC | 2003-07       | Suzuki Ignis Suzuki Swift                                                            | 33 | 64 | 2 | 137 |
| WRC  | 2002-09       | Citroën C4 Ford Focus Honda Civic Type R Mitsubishi Lancer Suzuki Ignis Suzuki Swift | 51 | 5  | 0 | 17  |